# 多佛山
83°46′S 55°50′W / 83.767°S 55.833°W
多佛山（英語：Mount Dover）是南極洲的山峰，位於伊莉莎白女王地，屬於彭薩科拉山脈中尼普頓山脈的一部分，海拔高度1,645米，美國地質調查局根據測量和該國海軍的空中照片繪入地圖，現時由南極條約體系管理。